# هنرمند درجه یک (فیلم)
هنرمند درجه یک (به انگلیسی: The Virtuoso) فیلمی محصول سال ۲۰۲۱ و به کارگردانی نیک استاگلیانو است. در این فیلم بازیگرانی همچون انسون مونت، ابی کورنیش، آنتونی هاپکینز، ادی مارسن، دیوید مورس، ریچارد بریک و دیورا برد ایفای نقش کرده‌اند.